# Лук желтоватый
Лук желтоватый (лат. Allium flavidum) — многолетнее травянистое растение, вид рода Лук (Allium) семейства Луковые (Alliaceae).

## Распространение и экология
В природе ареал вида охватывает Западную Сибирь (Алтай), Среднюю Азию (Тарбагатай) и Монгольский Алтай.
Произрастает на лесных, реже на альпийских лугах, иногда на каменистых склонах.

## Ботаническое описание
Луковицы по 1—2 прикреплены к восходящему корневищу, цилиндро-конические, толщиной 0,5—1 см, длиной 2—4 см, с бурыми, сетчатыми оболочками. Стебель высотой 25—50 см, округлый, гладкий, ребристый, почти до половины одетый гладкими влагалищами листьев.
Листья в числе 2—4, линейные, шириной 3—5 мм, с почти параллельными краями, тупые, часто немного изогнутые, плоские, по краю шероховатые, значительно короче стебля.
Зонтик шаровидный, реже полушаровидный, многоцветковый, густой, почти головчатый. Листочки колокольчатого околоцветника, зеленовато-бледно-жёлтые иногда с красноватым оттенком по спинке, блестящие, с мало заметной жилкой, длиной 5—6 мм, продолговато-эллиптические, тупые. Нити тычинок в полтора раза длиннее листочков околоцветника, при самом основании сросшиеся, жёлтые, шиловидные. Столбик сильно выдается из околоцветника; рыльце почти не утолщённое.
Коробочка с широко-эллиптическими створками, немного короче околоцветника.

## Таксономия
Вид Лук желтоватый входит в род Лук (Allium) семейства Луковые (Alliaceae) порядка Спаржецветные (Asparagales).
|  |                                      |  |                                                             |                                                             |                   |  | ещё 24 семейства (согласно Системе APG II) | ещё 24 семейства (согласно Системе APG II) |                     |  |  |  | ещё более 870 видов |
|  |                                      |  |                                                             |                                                             |                   |  | ещё 24 семейства (согласно Системе APG II) | ещё 24 семейства (согласно Системе APG II) |                     |  |  |  | ещё более 870 видов |
|  |                                      |  |                                                             | порядок Спаржецветные                                       |                   |  |                                            |                                            | род Лук             |  |  |  |                     |
|  |                                      |  |                                                             | порядок Спаржецветные                                       |                   |  |                                            |                                            | род Лук             |  |  |  |                     |
|  | отдел Цветковые, или Покрытосеменные |  |                                                             |                                                             | семейство Луковые |  |                                            |                                            | вид Лук желтоватый  |  |  |  |                     |
|  | отдел Цветковые, или Покрытосеменные |  |                                                             |                                                             | семейство Луковые |  |                                            |                                            |                     |  |  |  |                     |
|  |                                      |  | ещё 44 порядка цветковых растений (согласно Системе APG II) | ещё 44 порядка цветковых растений (согласно Системе APG II) |                   |  |                                            | ещё около 300 родов                        | ещё около 300 родов |  |  |  |                     |
|  |                                      |  |                                                             | ещё 44 порядка цветковых растений (согласно Системе APG II) |                   |  |                                            |                                            | ещё около 300 родов |  |  |  |                     |